# Collegio di Hemsworth
Hemsworth è stato un collegio elettorale inglese della Camera dei comuni del Parlamento del Regno Unito, situato nel West Yorkshire. Eleggeva un membro del Parlamento con il sistema maggioritario a turno unico; il collegio è stato abolito in occasione della revisione periodica del 2024.

## Confini
- 1918–1950: i distretti urbani di Cudworth e Royston, il distretto rurale di Hemsworth e parte del distretto rurale di Barnsley.
- 1950–1983: i distretti urbani di Cudworth, Dearne, Hemsworth e Royston e il distretto rurale di Hemsworth.
- 1983–1997: i ward della città di Wakefield di Crofton and Ackworth, Featherstone, Hemsworth, South Elmsall e South Kirkby.
- 1997–2010: i ward della città di Wakefield di Crofton and Ackworth, Featherstone, Hemsworth, South Elmsall, South Kirkby e Wakefield South.
- 2010–2024: i ward della città di Wakefield di Ackworth, North Elmsall and Upton, Crofton, Ryhill and Walton, Featherstone, Hemsworth, South Elmsall and South Kirkby e Wakefield South.

Il collegio conteneva le città di Hemsworth, Featherstone, South Kirkby & Moorthorpe e South Elmsall, oltre alla parte meridionale di Wakefield (Sandal, Agbrigg, Belle Vue) e i villaggi di Ackworth, Crofton, Fitzwilliam, Upton, Sharlston, Streethouse, Walton e Notton nel distretto della città di Wakefield.

## Profilo e storia
Il collegio comprendeva le ex città e villaggi minerari che fornivano anche la forza lavoro per le imprese manifatturiere di Barnsley a sud e alle città di Wakefield e Leeds a nord-ovest. Molti abitanti erano ancora pendolari verso queste città; presso il confine orientale con il North Yorkshire si trovava la Kellingley Colliery, una delle sei miniere di carbone ancora in funzione e una delle tre miniere di profondità ancora attive. Hemsworth era il collegio che il Partito Laburista deteneva da più lungo tempo; il collegio elesse il primo deputato laburista nel 1918, e da allora aveva sempre confermato il partito.
Dalle elezioni generali del 1966 a quelle del febbraio 1974 incluse, Hemsworth è stato il seggio più affidabile del Regno Unito: il voto laburista ha toccato il suo massimo nel collegio nel 1966 con l'85,39% dei voti ed è stato costantemente sopra l'80% dalle elezioni generali del 1935 alle elezioni dell'ottobre 1974, quando il Partito Liberale si è candidato per la prima volta nel collegio sin dalle elezioni del 1923. Cambiamenti nei confini nei periodi successivi hanno spostato alcune comunità ex-minerarie nel collegio di Barnsley East nel 1983. Questo, in aggiunta al la presenza dei ward di Wakefield di tendenze più conservatrici, ha ridotto leggermente la dominanza laburista dal 1997, anche se Hemsworth era rimasto un seggio sicuro per il partito.

## Membri del Parlamento
| Elezione | Elezione         | Deputato         | Partito          |
| -------- | ---------------- | ---------------- | ---------------- |
|          | 1918             | John Guest       | Laburista        |
| 1931     | Gabriel Price    |                  | Laburista        |
| 1934 (S) | George Griffiths |                  | Laburista        |
| 1946 (S) | Horace Holmes    |                  | Laburista        |
| 1959     | Alan Beaney      |                  | Laburista        |
| Feb 1974 | Alec Woodall     |                  | Laburista        |
| 1987     | George Buckley   |                  | Laburista        |
| 1991 (S) | Derek Enright    |                  | Laburista        |
| 1996 (S) | Jon Trickett     |                  | Laburista        |
|          | 2024             | Collegio abolito | Collegio abolito |

## Risultati elettorali

### Elezioni negli anni 2010
| Partito                    | Partito                                | Candidato                  | Risultati 12 dicembre 2019 | Risultati 12 dicembre 2019 |
| Partito                    | Partito                                | Candidato                  | Voti                       | %                          |
| -------------------------- | -------------------------------------- | -------------------------- | -------------------------- | -------------------------- |
|                            | Laburista                              | Jon Trickett               | 16 460                     | 37,49                      |
|                            | Conservatore                           | Louise Calland             | 15 280                     | 34,80                      |
|                            | Brexit                                 | Waj Ali                    | 5 930                      | 13,51                      |
|                            | Indipendente                           | Ian Womersley              | 2 458                      | 5,60                       |
|                            | Lib Dem                                | James Monaghan             | 1 734                      | 3,95                       |
|                            | Yorkshire                              | Martin Roberts             | 964                        | 2,20                       |
|                            | Verdi                                  | Lyn Morton                 | 916                        | 2,09                       |
|                            | Indipendente                           | Pete Wilks                 | 165                        | 0,38                       |
|                            |                                        |                            |                            |                            |
| Iscritti                   | Iscritti                               | Iscritti                   | 73 726                     | 100,00                     |
| ↳ Votanti (% su iscritti)  | ↳ Votanti (% su iscritti)              | ↳ Votanti (% su iscritti)  | 43 907                     | 59,55                      |
| ↳ Astenuti (% su iscritti) | ↳ Astenuti (% su iscritti)             | ↳ Astenuti (% su iscritti) | 29 819                     | 40,45                      |
|                            |                                        |                            |                            |                            |
|                            | Esito: collegio confermato a Laburista |                            |                            |                            |

| Partito                    | Partito                                | Candidato                  | Risultati 8 giugno 2017 | Risultati 8 giugno 2017 |
| Partito                    | Partito                                | Candidato                  | Voti                    | %                       |
| -------------------------- | -------------------------------------- | -------------------------- | ----------------------- | ----------------------- |
|                            | Laburista                              | Jon Trickett               | 25 740                  | 56,02                   |
|                            | Conservatore                           | Mike Jordan                | 15 566                  | 33,88                   |
|                            | UKIP                                   | David Dews                 | 2 591                   | 5,64                    |
|                            | Yorkshire                              | Martin Roberts             | 1 135                   | 2,47                    |
|                            | Lib Dem                                | Mary MacQueen              | 912                     | 1,99                    |
|                            |                                        |                            |                         |                         |
| Iscritti                   | Iscritti                               | Iscritti                   | 71 899                  | 100,00                  |
| ↳ Votanti (% su iscritti)  | ↳ Votanti (% su iscritti)              | ↳ Votanti (% su iscritti)  | 45 944                  | 63,90                   |
| ↳ Astenuti (% su iscritti) | ↳ Astenuti (% su iscritti)             | ↳ Astenuti (% su iscritti) | 25 955                  | 36,10                   |
|                            |                                        |                            |                         |                         |
|                            | Esito: collegio confermato a Laburista |                            |                         |                         |

| Partito                    | Partito                                | Candidato                  | Risultati 7 maggio 2015 | Risultati 7 maggio 2015 |
| Partito                    | Partito                                | Candidato                  | Voti                    | %                       |
| -------------------------- | -------------------------------------- | -------------------------- | ----------------------- | ----------------------- |
|                            | Laburista                              | Jon Trickett               | 21 772                  | 51,34                   |
|                            | Conservatore                           | Christopher Pearson        | 9 694                   | 22,86                   |
|                            | UKIP                                   | Steve Ashton               | 8 565                   | 20,20                   |
|                            | Lib Dem                                | Mary MacQueen              | 1 357                   | 3,20                    |
|                            | Yorkshire                              | Martin Roberts             | 1 018                   | 2,40                    |
|                            |                                        |                            |                         |                         |
| Iscritti                   | Iscritti                               | Iscritti                   | 72 737                  | 100,00                  |
| ↳ Votanti (% su iscritti)  | ↳ Votanti (% su iscritti)              | ↳ Votanti (% su iscritti)  | 42 406                  | 58,30                   |
| ↳ Astenuti (% su iscritti) | ↳ Astenuti (% su iscritti)             | ↳ Astenuti (% su iscritti) | 30 331                  | 41,70                   |
|                            |                                        |                            |                         |                         |
|                            | Esito: collegio confermato a Laburista |                            |                         |                         |

| Partito                    | Partito                                | Candidato                  | Risultati 6 maggio 2010 | Risultati 6 maggio 2010 |
| Partito                    | Partito                                | Candidato                  | Voti                    | %                       |
| -------------------------- | -------------------------------------- | -------------------------- | ----------------------- | ----------------------- |
|                            | Laburista                              | Jon Trickett               | 20 506                  | 46,77                   |
|                            | Conservatore                           | Ann Myatt                  | 10 662                  | 24,32                   |
|                            | Lib Dem                                | Alan Belmore               | 5 667                   | 12,93                   |
|                            | Indipendente                           | Ian Womersley              | 3 946                   | 9,00                    |
|                            | BNP                                    | Ian Kitchen                | 3 059                   | 6,98                    |
|                            |                                        |                            |                         |                         |
| Iscritti                   | Iscritti                               | Iscritti                   | 72 582                  | 100,00                  |
| ↳ Votanti (% su iscritti)  | ↳ Votanti (% su iscritti)              | ↳ Votanti (% su iscritti)  | 43 840                  | 60,40                   |
| ↳ Astenuti (% su iscritti) | ↳ Astenuti (% su iscritti)             | ↳ Astenuti (% su iscritti) | 28 742                  | 39,60                   |
|                            |                                        |                            |                         |                         |
|                            | Esito: collegio confermato a Laburista |                            |                         |                         |

### Elezioni negli anni 2000
| Partito                    | Partito                                | Candidato                  | Risultati 5 maggio 2005 | Risultati 5 maggio 2005 |
| Partito                    | Partito                                | Candidato                  | Voti                    | %                       |
| -------------------------- | -------------------------------------- | -------------------------- | ----------------------- | ----------------------- |
|                            | Laburista                              | Jon Trickett               | 21 630                  | 58,79                   |
|                            | Conservatore                           | Jonathan Mortimer          | 8 149                   | 22,15                   |
|                            | Lib Dem                                | David Hall-Matthews        | 5 766                   | 15,67                   |
|                            | UKIP                                   | John Burdon                | 1 247                   | 3,39                    |
|                            |                                        |                            |                         |                         |
| Iscritti                   | Iscritti                               | Iscritti                   | 67 384                  | 100,00                  |
| ↳ Votanti (% su iscritti)  | ↳ Votanti (% su iscritti)              | ↳ Votanti (% su iscritti)  | 36 792                  | 54,60                   |
| ↳ Astenuti (% su iscritti) | ↳ Astenuti (% su iscritti)             | ↳ Astenuti (% su iscritti) | 30 592                  | 45,40                   |
|                            |                                        |                            |                         |                         |
|                            | Esito: collegio confermato a Laburista |                            |                         |                         |

| Partito                    | Partito                                | Candidato                  | Risultati 7 giugno 2001 | Risultati 7 giugno 2001 |
| Partito                    | Partito                                | Candidato                  | Voti                    | %                       |
| -------------------------- | -------------------------------------- | -------------------------- | ----------------------- | ----------------------- |
|                            | Laburista                              | Jon Trickett               | 23 036                  | 65,39                   |
|                            | Conservatore                           | Liz Truss                  | 7 400                   | 21,01                   |
|                            | Lib Dem                                | Ed Waller                  | 3 990                   | 11,33                   |
|                            | Laburista Socialista                   | Paul Turek                 | 801                     | 2,27                    |
|                            |                                        |                            |                         |                         |
| Iscritti                   | Iscritti                               | Iscritti                   | 68 005                  | 100,00                  |
| ↳ Votanti (% su iscritti)  | ↳ Votanti (% su iscritti)              | ↳ Votanti (% su iscritti)  | 35 227                  | 51,80                   |
| ↳ Astenuti (% su iscritti) | ↳ Astenuti (% su iscritti)             | ↳ Astenuti (% su iscritti) | 32 778                  | 48,20                   |
|                            |                                        |                            |                         |                         |
|                            | Esito: collegio confermato a Laburista |                            |                         |                         |

## Risultati dei referendum

### Referendum sulla permanenza del Regno Unito nell'Unione europea del 2016
|             | Collegio  | Lasciare UE % | Rimanere in UE % |
| ----------- | --------- | ------------- | ---------------- |
|             | Hemsworth | 68,1%         | 31,9%            |
| Inghilterra | 53,3%     | 46,7%         |                  |
| Regno Unito | 51,9%     | 48,1%         |                  |